# Peter Köpf (Politiker)
Peter Köpf (* 19. Oktober 1939 in Wien) ist ein ehemaliger österreichischer Politiker (SPÖ) und Versicherungsdirektor. Er war von 1979 bis 1990 Mitglied des  Österreichischen Bundesrates und von 1990 bis 1991 Abgeordneter zum Salzburger Landtag.

## Ausbildung und Beruf
Köpf besuchte zunächst von 1945 bis 1949 die Volksschule im Salzburger Stadtteil Liefering und wechselte danach von  1949 bis 1953 an die Hauptschule. Nach dem Abschluss der Pflichtschule absolvierte er von 1953 bis 1956 eine kaufmännische Lehre als Eisenhändler und arbeitete danach von  1956 bis 1959 als kaufmännischer Angestellter bei der Firma Roittner, wobei er 1958 den Präsenzdienst ableistete.  Danach war er von 1959 bis 1963 als kaufmännischer Angestellter bei den Salzburger Nachrichten beschäftigt. 
Nachdem er von 1961 bis 1962 die Sozialakademie der Arbeiterkammer Wien in Mödling absolviert hatte, wurde er 1963 Bezirksparteisekretär der SPÖ Salzburg-Stadt. Köpf arbeitete bis 1970 in dieser Position und war danach von  1971 bis 1979 Direktor der Graphia-Betriebe Salzburg. Nachdem er von  1979 bis 1985 als Landesparteisekretär der SPÖ Salzburg beschäftigt gewesen war, wurde er 1985 Angestellter und von 1987 bis 2000 schließlich Landesdirektor der Wiener Städtischen Versicherungsanstalt in Salzburg.

## Politik und Funktionen
Köpf war von 1954 bis 1963 als Funktionär in der Gewerkschaftsjugend aktiv und zudem Jugendobmann der GPA. Er trat 1957 der Sozialistischen Partei bei und  hatte von 1973 bis 1974 die Funktion des geschäftsführenden Bezirksparteivorsitzenden der SPÖ Salzburg-Stadt inne. Des Weiteren war er von 1979 bis 1981 sowie von 1983 bis 1985 als Landessekretär der Arbeitsgemeinschaft sozialistischer Gemeindevertreter aktiv. Innerparteilich fungierte er von 1974 bis 1991 als Mitglied des Landesparteivorstandes der SPÖ Salzburg, des Weiteren hatte er von 1978 bis 1984 und von 1988 bis 2000 sowie ab 2004 die Funktion eines Mitglieds des Landesparteipräsidiums der SPÖ Salzburg inne. Er wirkte zudem von 1989 bis 2000 als Landesparteikassier und übernahm  2004 den Vorsitz der Kontrollkommission der Salzburger SPÖ. Seine höchste innerparteiliche Funktion nahm er zwischen 1975 und 1979 als stellvertretender Landesobmann ein, zudem war er von 1979 bis 1980 Landesobmann des Freien Wirtschaftsverbandes in Salzburg und bis 1979 dessen Bezirksobmann in der Stadt Salzburg.
Köpf war vom 16. Mai 1979 bis zum 6. Februar 1990 Mitglied des Bundesrates, danach vertrat er die SPÖ vom 7. Februar 1990 bis zum 5. Februar 1991 im Salzburger Landtag.

## Auszeichnungen
- Berufstitel Kommerzialrat (1995)
- Silbernes Ehrenzeichen des Landes Salzburg (1999)
- Ring der Stadt Salzburg